# Кийт Бейкър (барабанист)
Кийт Бейкър (на английски: Keith Baker) е барабанист, най-известен с краткия си престой в „Юрая Хийп“. Той свири за Bakerloo, но напуска групата след издаването на единствения ѝ албум. Впоследствие той става първият барабанист на „Супертрамп“ (тогава наречена Daddy) между края на 1969 и началото на 1970. Бейкър се присъединява към „Юрая Хийп“ преди втория ѝ албум Salisbury, заменяйки Найджъл Олсън. Той записва албума с групата, но напуска, когато не иска да ходи на турнета, и е заменен от Иън Кларк.

## Дискография
- Bakerloo (Bakerloo)
- New Hovering Dog (B.J. Cole)
- Dynamite (Carla Rugg)
- Salisbury (Uriah Heep)
- Very 'eavy... Very 'umble (Uriah Heep)